# Бурдяківці
Бурдя́ківці — село в Україні, у Скала-Подільській селищній громаді Чортківського району Тернопільської області. Розташоване на південному сході району.
Поштове відділення — Бурдяківське. До 2020 центр сільської ради, якій були підпорядковані село Дубівка та хутір Збриж. Приєднані хутори Кругла та Когутівка.
Населення — 1091 особа (2003).

## Географія
Село розташоване на відстані 358 км від Києва, 84 км — від обласного центру міста Тернополя та 13 км від міста Борщів. Селом тече потік Бурдаківці.
Сусідні населені пункти:

### Клімат
Для села характерний помірно континентальний клімат.
| Клімат Бурдяківців                                   | Клімат Бурдяківців | Клімат Бурдяківців | Клімат Бурдяківців | Клімат Бурдяківців | Клімат Бурдяківців | Клімат Бурдяківців | Клімат Бурдяківців | Клімат Бурдяківців | Клімат Бурдяківців | Клімат Бурдяківців | Клімат Бурдяківців | Клімат Бурдяківців | Клімат Бурдяківців |
| Показник                                             | Січ.               | Лют.               | Бер.               | Квіт.              | Трав.              | Черв.              | Лип.               | Серп.              | Вер.               | Жовт.              | Лист.              | Груд.              |                    |
| Середній максимум, °C                                | −1,4               | 0,2                | 5,3                | 13,9               | 19,8               | 22,8               | 24,0               | 23,3               | 19,4               | 13,2               | 5,9                | 1,0                |                    |
| Середня температура, °C                              | −4,7               | −3,2               | 1,3                | 8,6                | 14,3               | 17,4               | 18,8               | 17,9               | 14,1               | 8,6                | 2,9                | −1,9               |                    |
| Середній мінімум, °C                                 | −8                 | −6,5               | −2,7               | 3,4                | 8,8                | 12,1               | 13,6               | 12,6               | 8,9                | 4,0                | −0,1               | −4,7               |                    |
| Норма опадів, мм                                     | 33                 | 32                 | 32                 | 52                 | 74                 | 100                | 99                 | 65                 | 54                 | 35                 | 35                 | 38                 |                    |
| ---------------------------------------------------- | ------------------ | ------------------ | ------------------ | ------------------ | ------------------ | ------------------ | ------------------ | ------------------ | ------------------ | ------------------ | ------------------ | ------------------ | ------------------ |
| Джерело: http://fr.climate-data.org/location/263981/ |                    |                    |                    |                    |                    |                    |                    |                    |                    |                    |                    |                    |                    |

## Історія
Неподалік Бурдяковець виявлено археологічні пам'ятки епохи бронзи, залишки поселень трипільської і черняхівської культур, на присілку Кругла на поч. XX століття розкопано декілька скіфських курганів. Біля присілку Збриж поселення часів Київської Русі.
У 16 столітті село було у власності панів Борзяковських.
Назва села походить від назви річки Бурда.

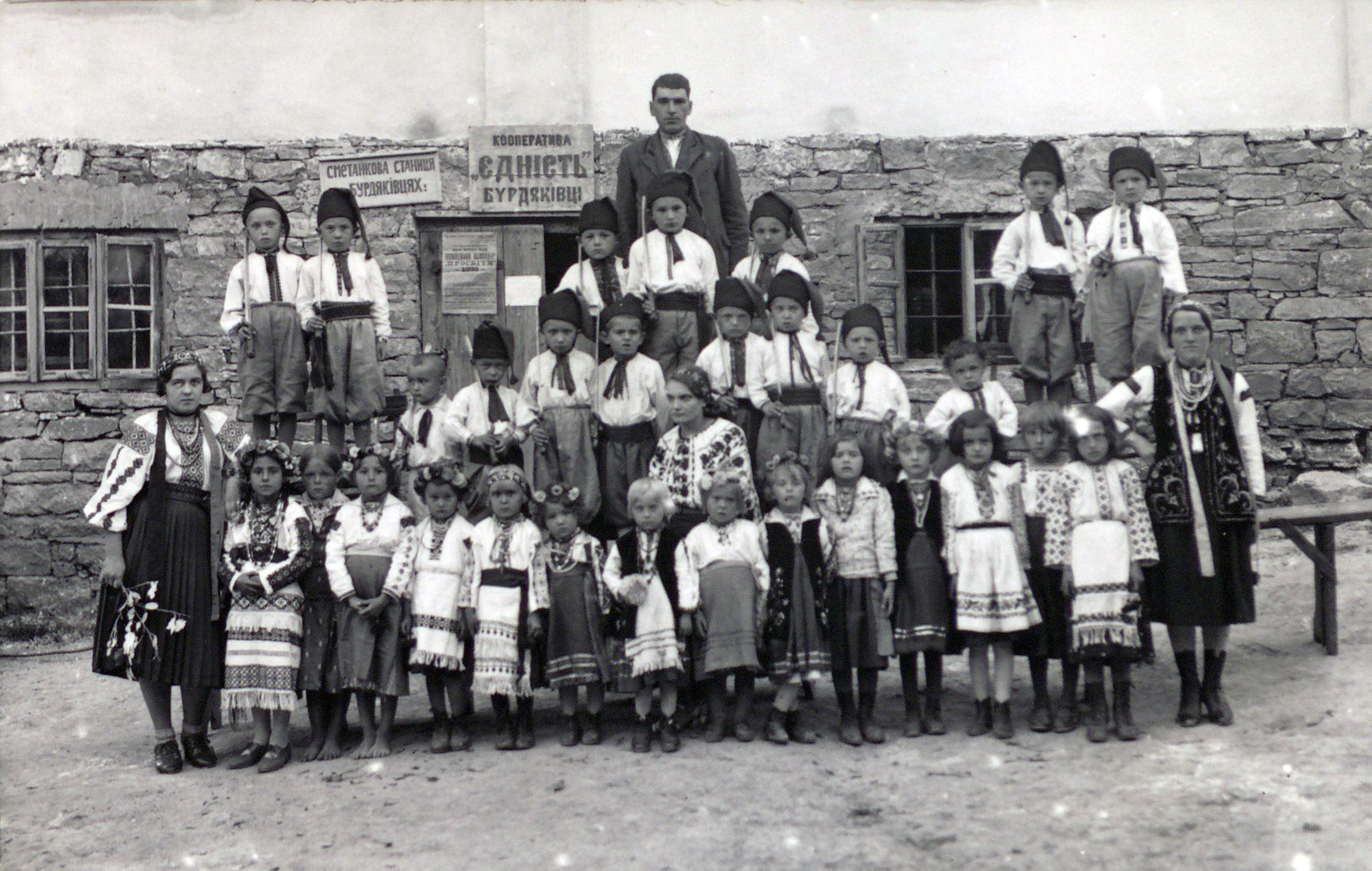
Дитячий садок "Рідної Школи" у селі Бурдяківці, 1937 рік.

На початку 19 століття селом володів граф Йоган Тарло, відтак — граф Аґенор Ґолуховський.
В 1917 році біля села відбувся останній бій Гуцульської сотні легіону УСС.
У селі діяли читальня «Просвіти», кооператива «Сільського господаря», «Луг».
У 1940-1941, 1944-1959 роках село належало до Скала-Подільського району Тернопільської області. З ліквідацією району 1959 року увійшло до складу Борщівського району.
12 червня 2020 року, відповідно до розпорядження Кабінету Міністрів України № 724-р «Про визначення адміністративних центрів та затвердження територій територіальних громад Тернопільської області» увійшло до складу Скала-Подільської селищної громади.
19 липня 2020 року, в результаті адміністративно-територіальної реформи та ліквідації Борщівського району, село увійшло до складу новоутвореного Чортківського району.

## Населення
У 1810 році в селі була 221 родина, 158 житлових будинків і 1058 мешканців.
Згідно з переписом УРСР 1989 року чисельність наявного населення села становила 1214 осіб, з яких 546 чоловіків та 668 жінок.
За переписом населення України 2001 року в селі мешкало 1087 осіб.

### Мова
Розподіл населення за рідною мовою за даними перепису 2001 року:
| Мова       | Чисельність | Відсоток |
| ---------- | ----------- | -------- |
| українська | 1083        | 99,54%   |
| російська  | 2           | 0,19%    |
| білоруська | 1           | 0,09%    |
| угорська   | 1           | 0,09%    |
| інші       | 1           | 0,09%    |
| Усього     | 1088        | 100%     |

## Пам'ятки
- церква святого Димитрія (1896; кам'яна; УГКЦ)
- костел Різдва Пресвятої Діви Марії (1871; кам'яний)
- капличка (1996)
- хрест на честь скасування панщини 1848 (взято під державну охорону)
- пам'ятний хрест до 50-річчя смерті Тараса Шевченка (1911)
- пам'ятник Тарасові Шевченку (1964)
- пам'ятник до 150-річчя від дня народження Т. Шевченка (1964; скульптор В. Одрехівський)
- 3 символічні могили:
  - воїнам УСС,
  - жертвам II світової війни,
  - воякам УПА (1993)
- відновлено 12 пам'ятних хрестів
- пам'ятник полеглим у німецько-радянській війні воїнам-односельцям (1966)
- пам'ятник радянському воїнові.

### Пам'ятник Тарасові Шевченку
Пам'ятка монументального мистецтва місцевого значення.
Встановлений 1964 р. Скульптор — В. Одрехівський (Львів).
Скульптура — карбована мідь, постамент — камінь, мармурова крихта.
Скульптура — 2,5 м, постамент — 1 м.

## Соціальна сфера
Діють художньо-меморіальний музей Л. Левицького (від 1998), загальноосвітня школа І-ІІ ступенів, Будинок культури, бібліотека, ФАП, 2 магазини.

## Спорт
Футбольний клуб КАМ (тренер Анатолій Коник), який представляв село під час розіграшу першості області-2015, посів 3-є місце.

## Відомі люди

### Народилися
- Краснопера Олег — український військовик, учасник російсько-української війни[14].
- художники:
  - Левицький Леопольд Іванович
  - Малінський Іван Агнерович
  - Маковський Степан Павлович
- релігійний діяч:
  - Мануїл (Тарнавський)

### Проживали
- Євген Зозуляк — письменник і журналіст
- Іван Гуляк — український селянин, посол Галицького сейму в 1867—1869 роках.[15]

## Галерея

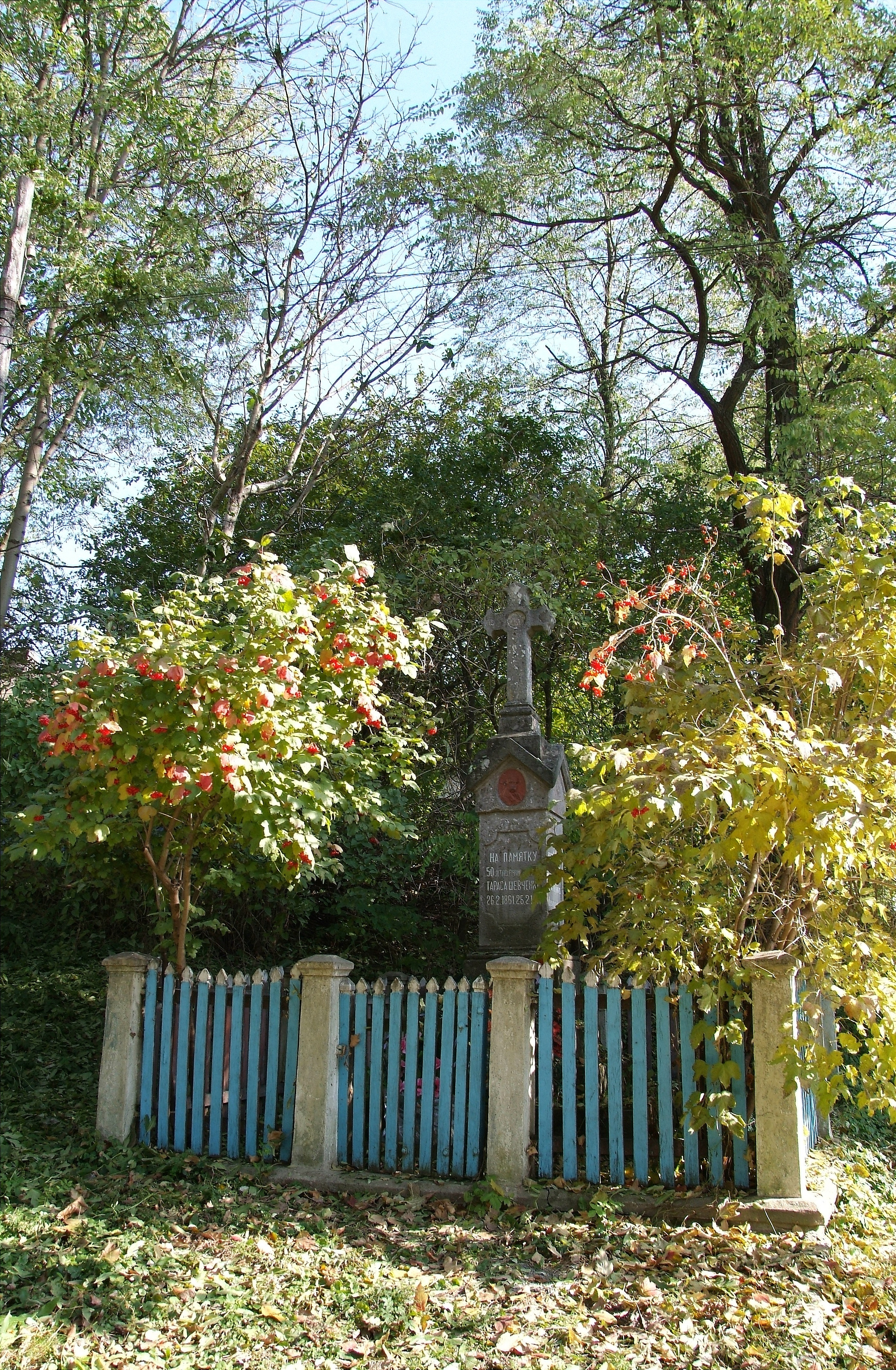
Пам'ятний хрест до 50-річчя смерті Тараса Шевченка (1911)
Повнофігурний пам'ятник Шевченкові (1964)
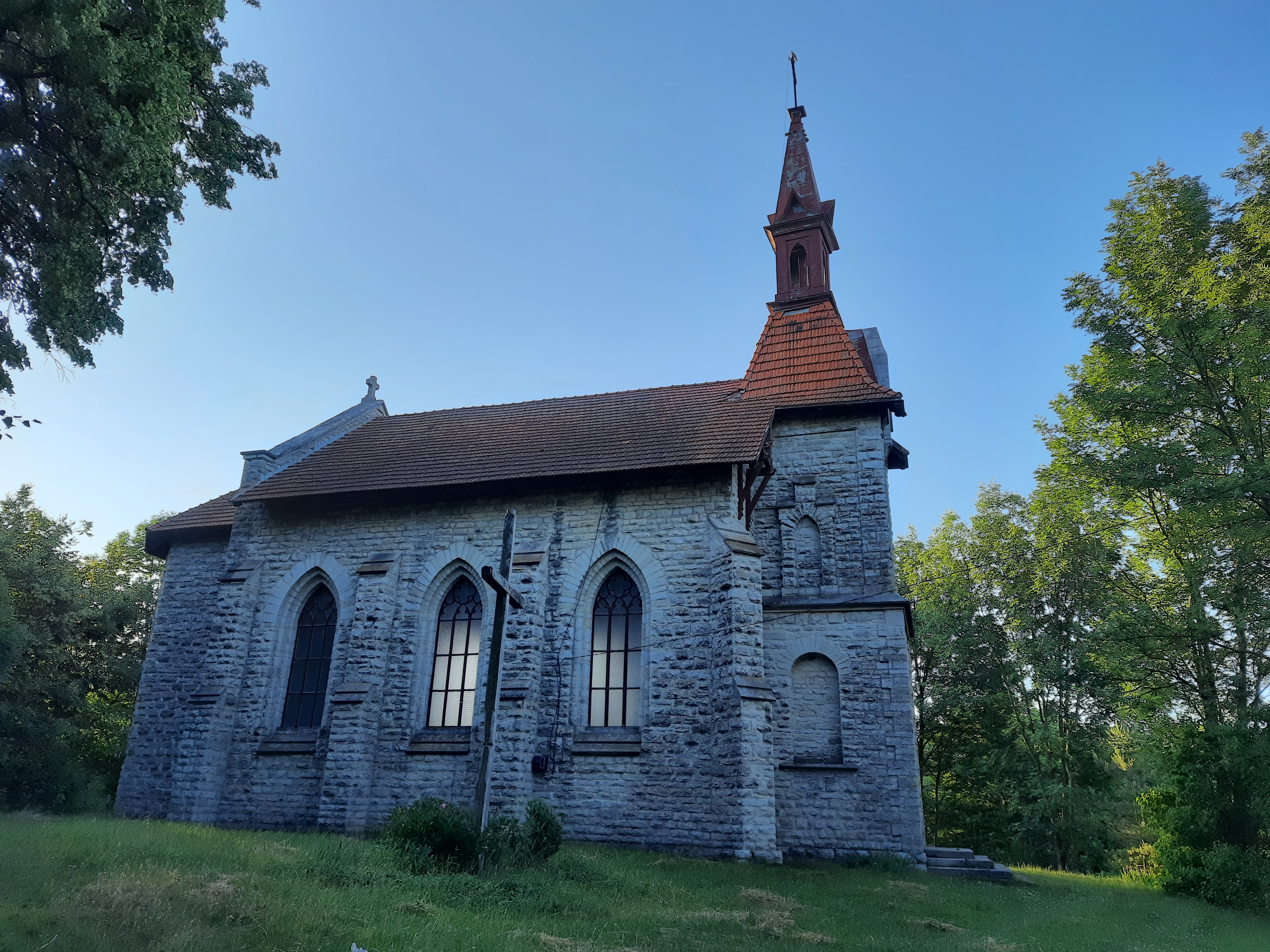
Костел (1871р.)
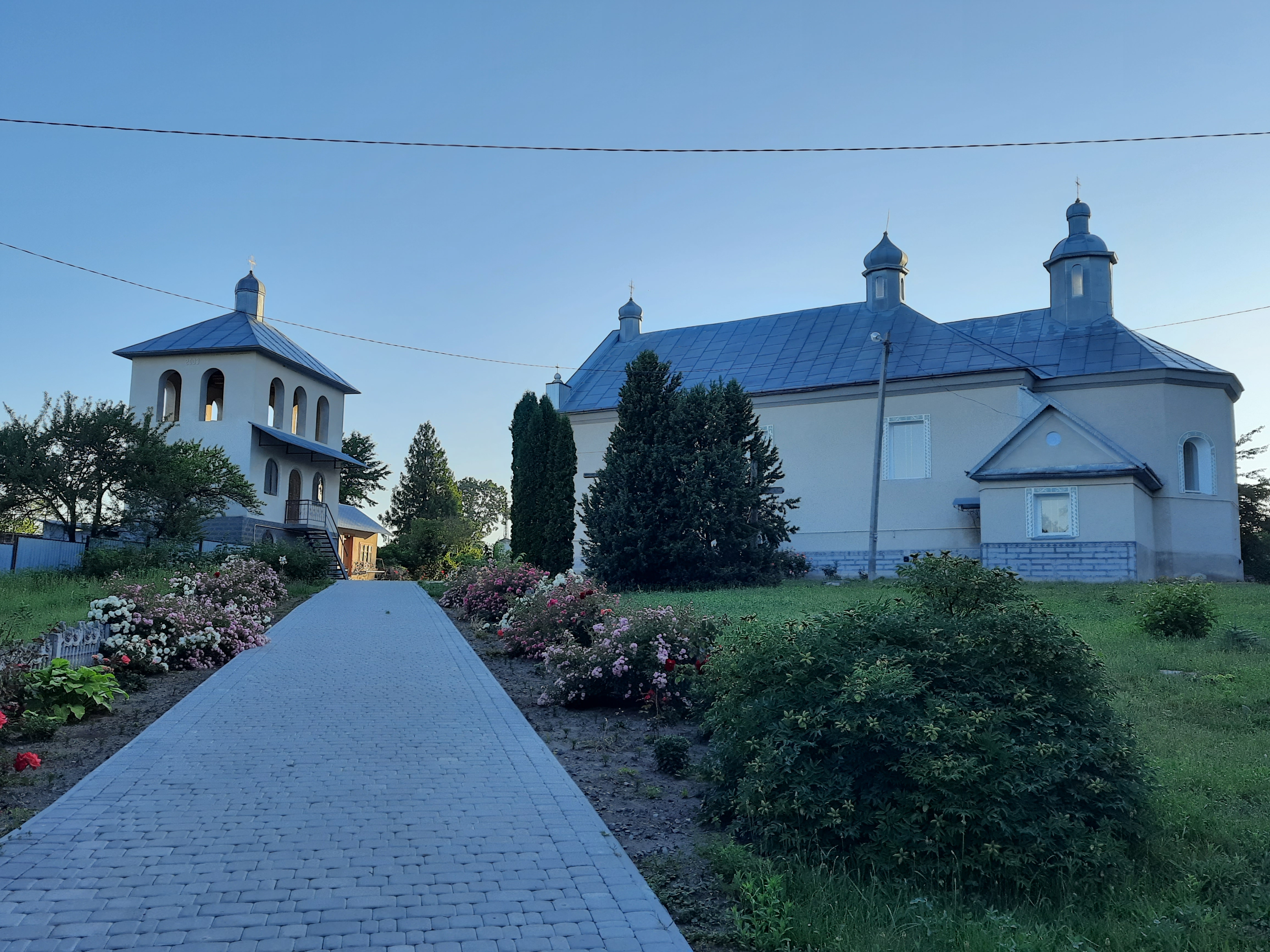
Церква святого Димитрія (1896)
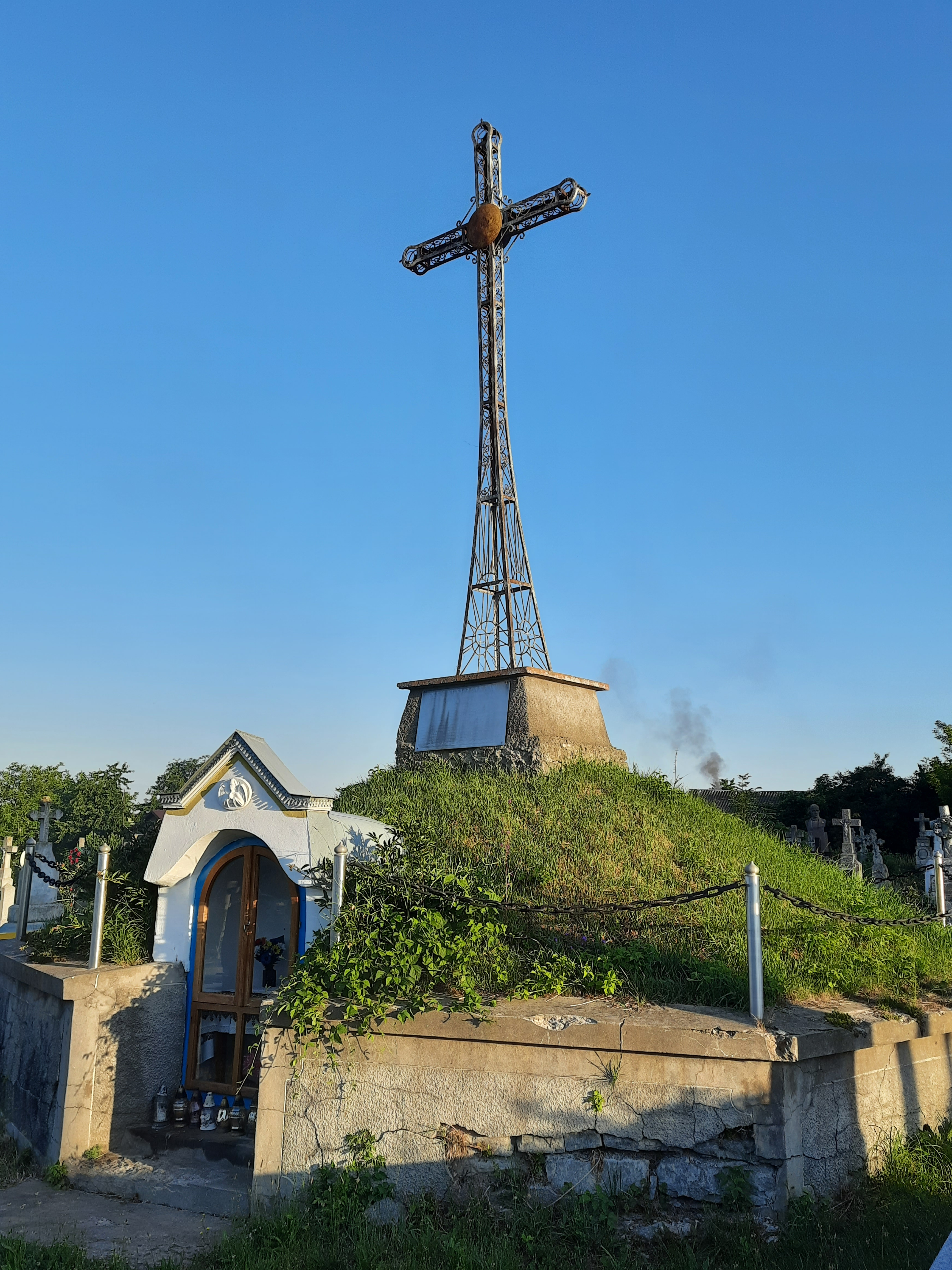
Пам'ятник воякам УПА (1993)
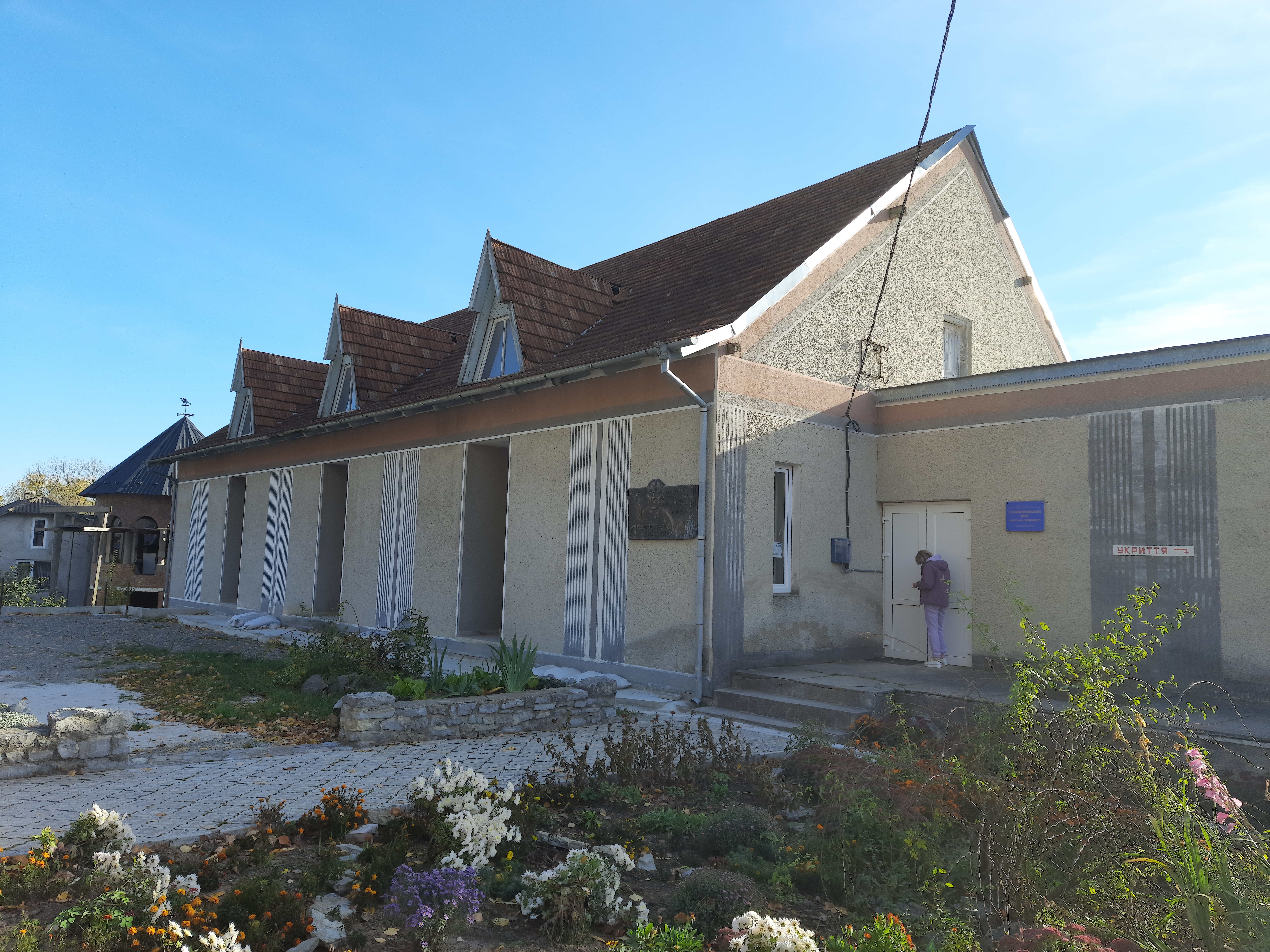
Художньо-меморіальний музей Л. Левицького (від 1998р.)
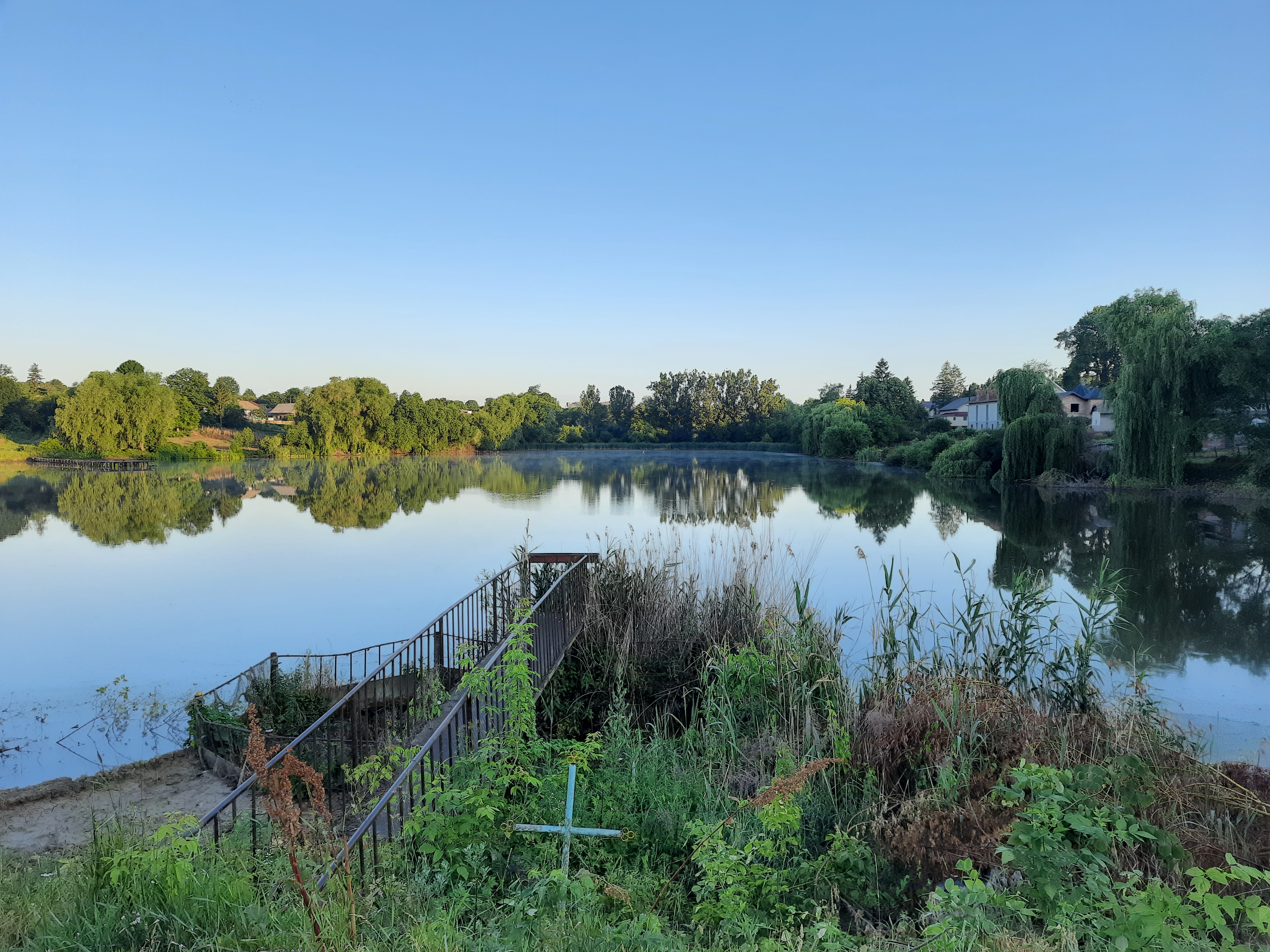
Бурдяківський став
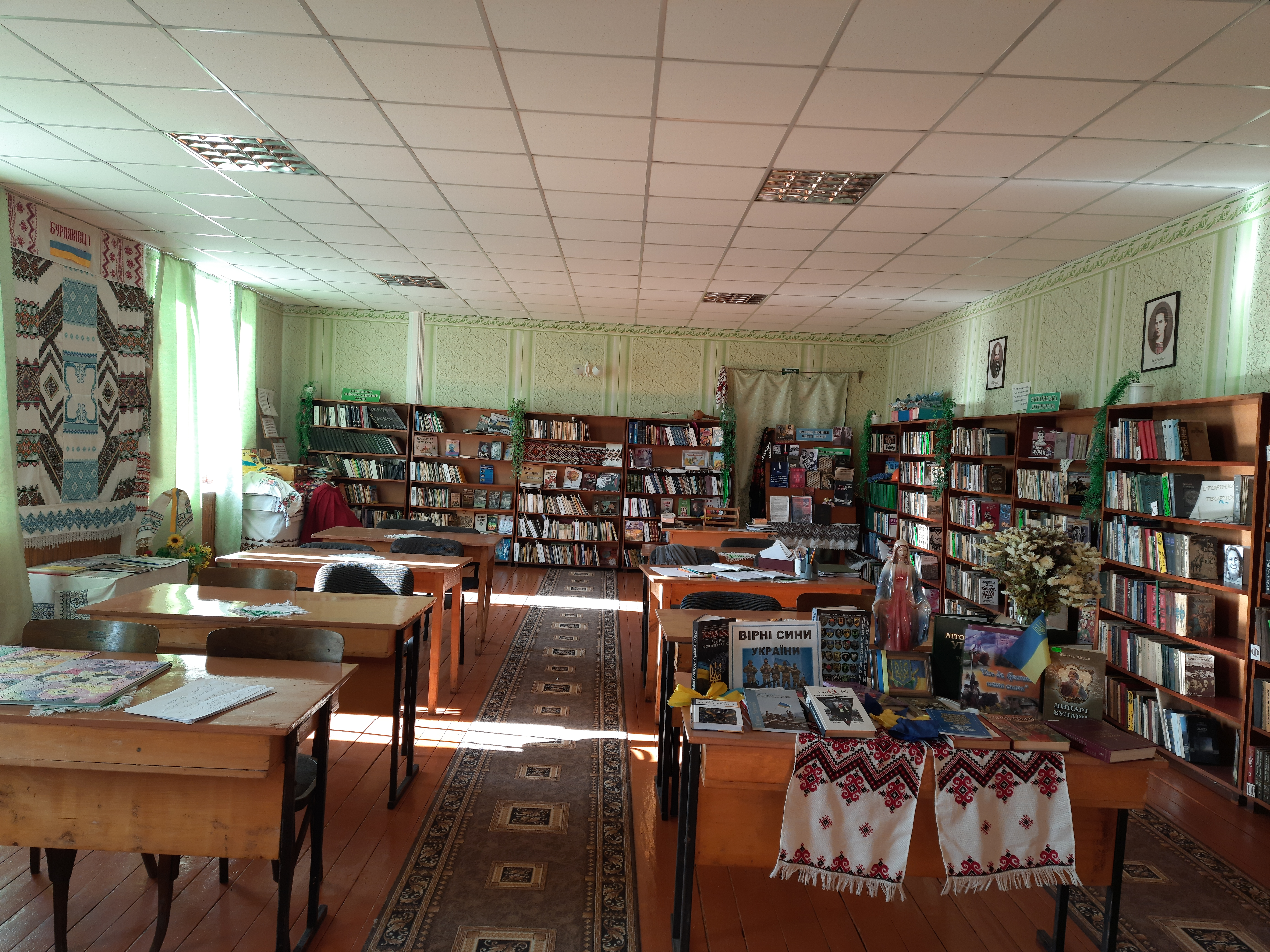
Бурдяківська бібліотека